# Liolaemus fabiani
La lagartija de Fabián (Liolaemus fabiani ) es una especie de lagarto de la familia Liolaemidae. Es endémico de zonas en torno a los 2500 m s. n. m. en San Pedro de Atacama, norte de Chile. Es una especie terrestre y habita en la arena en zonas áridas.
Mide entre 12 y 16 cm de longitud total, siendo la cola aproximadamente la mitad. Tiene una coloración grisácea con puntos y manchas rojas y negras. Es vivíparo. Fue nombrado en honor a Fabián Jaksic.